# Walter Möller (Politiker, 1912)
Walter Möller (* 2. Januar 1912 in Elgersburg, Thüringen; † 1. Oktober 1992 in Hamburg) war ein deutscher kommunistischer Politiker und Widerstandskämpfer gegen das NS-Regime. Er war Abgeordneter der Hamburgischen Bürgerschaft.

## Leben
Möller, Sohn eines Glasbläsers, trat bereits mit neun Jahren der kommunistischen Kinderbewegung bei. 1926 schloss er sich dem Kommunistischen Jugendverband Deutschlands (KJVD) an. Er erlernte den Beruf des technischen Kaufmannes.  Möller war Polleiter des KJVD in Arnstadt und gehörte der KJVD-Bezirksleitung Thüringen an. Als Anhänger der Brandler-Opposition wurde er im August 1929 wegen „Rechtsabweichungen“ ausgeschlossen. Ab Dezember 1929 war er Mitglied der Kommunistischen Jugendopposition (KJO). Möller wurde in Elgersburg auch Mitglied der Kommunistischen-Partei Opposition (KPO). Ab 1931 war er Mitglied der Reichsleitung der KJO in Berlin. Dort arbeitete er im KPO-nahen Junius-Verlag als Expedient.
Nach der „Machtergreifung“ der Nationalsozialisten betätigte sich Möller weiterhin illegal politisch und war kurzzeitig inhaftiert. Möller emigrierte zunächst in die Schweiz, ging dann im Sommer 1933 nach Prag und schließlich Ende 1933 in die Sowjetunion, wo seine Eltern seit 1931 als Facharbeiter lebten. Möller wurde in Moskau wieder in den KJVD aufgenommen und war ab 1934 Mitglied im Komsomol, aus dem er 1936 ausgeschlossen wurde. Möller arbeitete in der Mechanischen Zeche „Lamo“, ab 1937 in einer Druckerei in Engels. Nachdem sein Vater Otto Möller 1937 vom NKWD verhaftet und erschossen wurde, wurde Walter Möller aus der Sowjetunion ausgewiesen. Bereits in Tilsit verhaftet, lehnte Möller eine Propagandaarbeit gegen die Sowjetunion ab und wurde daraufhin zu anderthalb Jahren Gefängnis verurteilt. Ab 1939 arbeitete er in einer Glasfabrik in Ilmenau, zog aber 1940 nach Hamburg. Dort betätigte er sich auf der Deutschen Werft illegal für die KPD. 
Nach Ende des Zweiten Weltkrieges arbeitete Möller von 1945 bis 1947 als Angestellter. Er trat 1945 der Kommunistischen Partei Deutschlands (KPD) bei und war für diese von 1947 bis 1950 hauptamtlich tätig. Bis 1950 gehörte er als Mitglied dem Sekretariat der KPD-Landesleitung Hamburg an. Von Juni 1947 bis Januar 1950 war Möller Abgeordneter der Hamburgischen Bürgerschaft. 
Im Zusammenhang mit den Kampagnen gegen „Titoisten“ wurde Möller, als Leiter der Abteilung Landespolitik, sowie Harry Naujoks, stellvertretender Landesvorsitzender,
im Januar 1950 wegen angeblicher fraktioneller Tätigkeit aus der Hamburger Leitung der KPD entfernt. Möller erhielt eine „Rüge“ und für ein Jahr Funktionsverbot. Später stillschweigend rehabilitiert, arbeitete er erneut als Angestellter. 
1968 trat Möller der Deutschen Kommunistischen Partei (DKP) bei. Er war viele Jahre stellvertretender Vorsitzender der Zentralen Revisionskommission der DKP und leitete von 1975 bis 1987 das Kuratorium der „Gedenkstätte Ernst Thälmann“ in Hamburg.